# Gibbsita

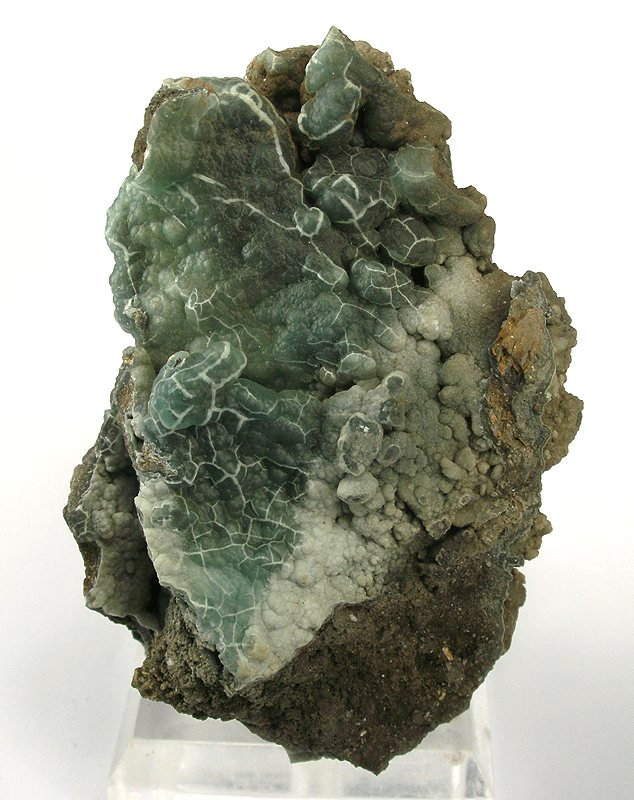
Gibbsita

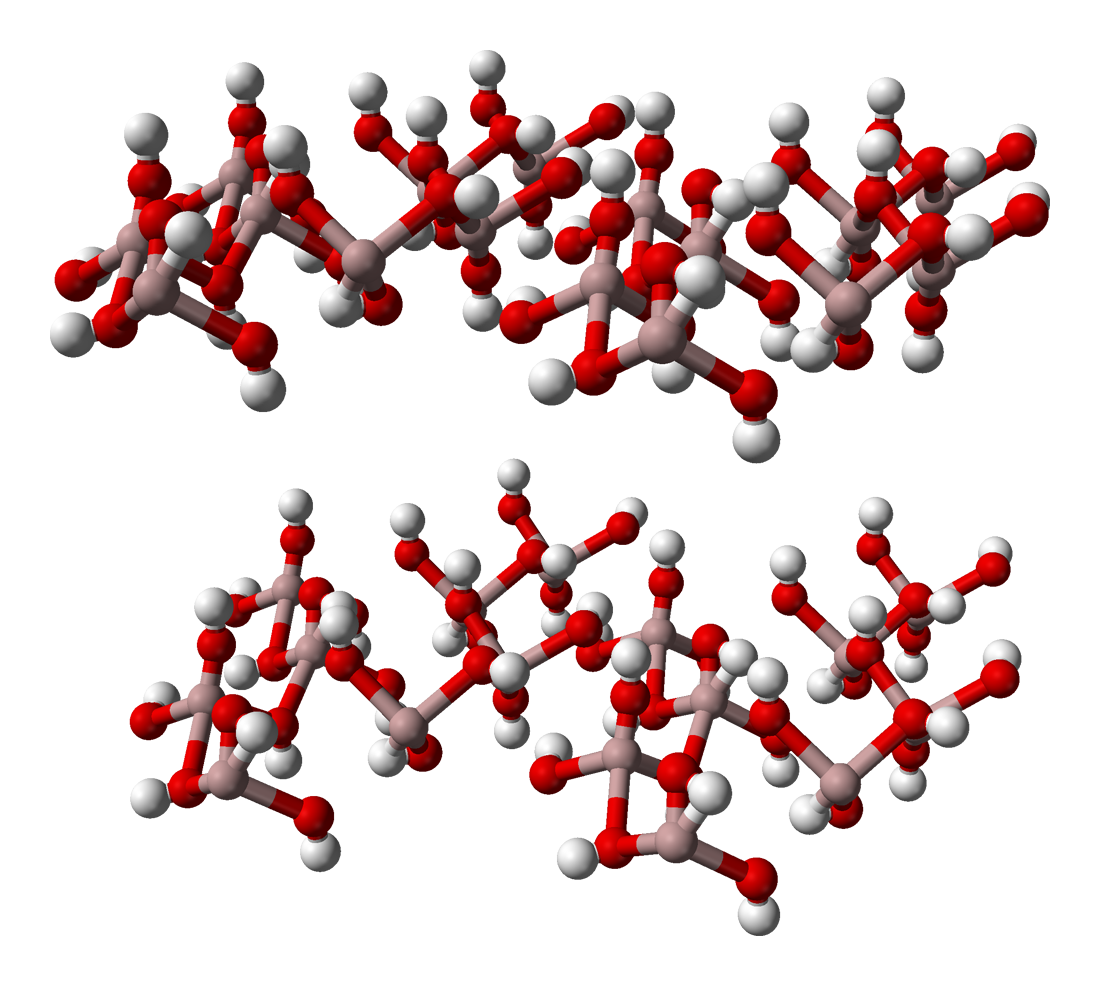
Modelo de bolas e varetas de parte da estrutura cristalina da gibbsita

Gibbsita, Al(OH)3, é uma das formas minerais do hidróxido de alumínio. É frequentemente descrita como γ-Al(OH)3 (mas algumas vezes como α-Al(OH)3 .). É também algumas vezes chamada de hidrargilita.
É um importante minério de alumínio, pois é um dos três constituintes principais da bauxita. Bauxita é frequentemente tratada como um mineral, mas na verdade é uma rocha composta de minerais hidróxidos e oxihidróxidos tais como a gibbsita, a boehmita (γ-AlO(OH)), e diáspora (mineral) (α-AlO(OH)), assim como argilas, silte, e óxidos de ferro e hidróxidos.
Gibbsita tem três polimorfias ou plitipos estruturais: bayerita (designada frequentemente como α-Al(OH)3, mas algumas vezes como β-Al(OH)3), doyleita, e nordstrandita. Gibbsita e bayerita são monoclínicas, aonde doyleita e nordstrandita são formas triclínicas.

## Estrutura
A estrutura da gibbsita é interessante e análoga à estrutura básica das micas. A estrutura básica  forma camadas sobrepostas de octaedros unidos de hidróxido de alumínio. Os octaedros são compostos de íons de alumínio com uma carga +3 ligada a seis hidróxidos coordenbados octaedricamente com uma carga -1. Cada um dos hidróxidos é ligado a somente dois átomos de alumínio porque um terço dos octaedros estão cercando um alumínio central. O resultado é uma camada neutra desde +3/6 = +1/2 (carga +3 dos alumínios dividida por seis hidróxidos ligados vezes o número de alumínios) e -1/2 = -1/2 (carga -1 dos hidróxidos dividida entre somente dois alumínios); então as cargas cancelam-se. A falta de uma carga sobre as camadas de gibbsita significa que não haverá carga para reter íons entre as camadas e atuar como uma "cola" para manter as camadas juntas. As camadas somente manter-se-ão juntas por forças residuais de ligação e isto resultará em um material muito macio facilmente clivável.